# فائض القيمة
فائض القيمة هو مفهوم استخدمه كارل ماركس في نقده للاقتصاد السياسي. رغم أن ماركس نفسه لم يخترع المصطلح، فقد ساهم بشكل كبير في وضع مفهومه. ويشير المفهوم بشكل تقريبي إلى القيمة الجديدة التي تنشأ بواسطة العمل غير المأجور من قبل العامل بناء على قيمة قوة العمل، والتي هي من خصائص الأنظمة الرأسمالية وقاعدة الربح لها، وهكذا يكون فائض القيمة هو أساس تراكم رأس المال.

## النظرية
يوضح فريدريك إنجلز تفسير مصدر فائض القيمة على النحو التالي:
«من أين جاء فائض القيمة هذا؟ لا يمكن أن يكون قد جاء من المشتري الذي يشتري السّلع بأقل من قيمتها، أو من البائع الذي يبيعها بأكثر من قيمتها. في كلتا الحالتين تلغِ المكاسب والخسائر لكل فرد بعضها، لأن كل فرد هو بدوره مشترٍ وبائع. كما لا يمكن أن يأتي من الغش والاحتيال، فعلى الرغم من أنه قد يؤدي إلى ثراء شخصٍ ما على حساب آخر، إلا أنه لا يمكنهُ زيادة إجمالي المبلغ الذي يمتلكه الاثنان، وبالتالي لا يمكنه زيادة مجموع القيم المتداولة. (...) يجب حل هذه المشكلة، ويجب أن يكون حلها بطريقة اقتصادية بحتة، بعيدًا عن الغش والاحتيال وتدخل أي ضغوط أو إكراه أو إجبار — المشكلة هي: كيف يمكن للمرء الاستمرار في البيع بسعرٍ أغلى من سعر الشراء، حتى مع افتراض أن القيم المتساوية يتم تبادلها دائمًا بقيم متساوية؟»
تلخّصَ حل ماركس في التمييز بين القوى العاملة ووقت العمل المُنجز. فالعامل المنتج بالقدرِ الكافي من الممكن أن ينتج قيمة أعلى من قيمة تكاليف توظيفه. على الرغم من أن أجره يبدو مستندًا إلى ساعات العمل، إلا أنه –اقتصاديًّا– لا يعكس القيمة الكاملة لما ينتجه العامل. بشكل أوضح: لا يبيعُ العامل العملَ، بل كفاءته وقدرتهُ على العمل.
تخيّل عاملًا وُظّف لمدة ساعة ودُفع له 10 دولارات مقابل كلّ ساعة. في حال توظّف عند رأسمالي، يصبح بوسعه تشغيله على آلةٍ لصناعة الأحذية حيث ينتجُ ما قيمته عشرة دولارات من العمل كل خمسة عشر دقيقة. في كل ساعة يحصل ذلك الرأسمالي على عمل بقيمة 40 دولارًا ويدفع للعامل 10 دولارات فقط، فيكسب ما تبقى من 30 دولارًا كإيرادات إجمالية. بمجرد أن يخصم الرأسمالي تكاليف التشغيل الثابتة والمتغيرة (لنقل) 20 دولارًا أميركيًّا (جلد، إهلاك الجهاز، .. إلخ)، يتبقى له 10 دولارات. على هذا فإن الرأسمالي يحصل على فائض قيمة مقداره 10 دولارات مقابل رأس المال الذي بلغ 30 دولارًا؛ ولم يتم استبدال رأس ماله بالتشغيل والعملية فحسب، بل زاد أيضًا بمقدار 10 دولارات.
لا يمكن للعامل الحصولُ على هذه الفائدة مباشرة لأنه لا يملك أي حقّ في وسائل الإنتاج (مثل آلة صنع الأحذية) أو منتجاتها، كما أن قدرته على المساومة على الأجور مقيّدة بقوانين، والعرض/الطلب على أجور العمل.

## الإنتاج مقابل التحقيق والإنجاز
ميّز ماركس بوضوح بين القيمة والسعر، ويرجع ذلك جزئيًّا إلى التمييز الواضح الذي وضعه بين إنتاج فائض القيمة (بالإنجليزية: production of surplus-value) وتحقيق الدخل من الأرباح (بالإنجليزية: (realisation of profit income. قد يتم إنتاجُ منتجِ يحتوي على فائض القيمة (زيادة القيمة)، ولكن بيع ذلك المنتج (الإنجاز والتحقيق) ليس عملية تلقائيّة على الإطلاق.
إلى أن يتم تسلم الدفعات من المبيعات، فإنه ليس من المؤكد كم هو فائض القيمة الذي سَيُتَحَققُّ بشكل فعليٍّ كأرباح منها. على هذا فإن حجم الأرباح المحققة على هيئة أموال ومقدار فائض القيمة المنتجة على شكل منتجات قد يختلف إلى حدٍّ كبير، اعتمادًا على ما يحدث لأسعار السوق وتقلبات العرض والطلب. تشكل هذه الرؤية الأساس الذي تقوم عليه نظرية ماركس لقيمة السوق، وأسعار الإنتاج، وميل معدل أرباح الشركات المختلفة إلى التسوية عبر المنافسة.
في مخطوطاته الكتابيّة المنشورة وغير المنشورة، خاض ماركس بتفاصيل كبيرة لدراسة العديد من العوامل المختلفة التي قد تؤثر على إنتاج وتحقيق فائض القيمة. اعتبر أن ذلك أمرًا بالغ الأهمية بغرض فهم ديناميكيات وأبعاد المنافسة الرأسمالية، ليس فقط المنافسة التجارية بل أيضا المنافسة بين الرأسماليين والعمال وبين العمال أنفسهم. لكن تحليله لم يذهب إلى ما هو أبعد من تحديد بعض النتائج الإجمالية لهذه العملية.
الاستنتاج الرئيسي الذي خلص إليه هو أن المشغلين سيهدفون إلى زيادة إنتاجية العمل والاقتصاد في استخدام الأيدي العاملة، وخفض تكلفة الوحدة الخاصة بهم وزيادة صافي عائداتهم من المبيعات بأسعار السوق الحاليّة؛ وبسعر السوق السائد للمنتج، فإن كلَّ خفضٍ للتكاليف وكل زيادة في الإنتاجية ودورة المبيعات من شأنه أن يزيد من صافي الأرباح لهذا المنتج. أما الطريقة الرئيسية فهي الأتمتة (بالإنجليزية: mechanization)، التي تزيد من حجم رأس المال الثابت في الاستثمار.
من شأن ذلك أن يؤدي إلى انخفاض قيم الوحدة الخاصة بالسلع مع مرور الوقت، وكذلك انخفاض متوسط معدّل الربح في مجال الإنتاج، والذي يبلغ ذروته بحدوث أزمة تراكم رأس المال، إذ يجتمع الانخفاض الكبير في الاستثمارات الإنتاجية مع البطالة الجماعية، ثم يعقب ذلك عملية ترشيد مكثفة للاستحواذ، وعمليات الاندماج، وإعادة الهيكلة بهدف استعادة الربحيّة.

## العلاقة مع الضرائب
بشكلٍ عام، يعادي رجال الأعمال والمستثمرون أي محاولات هادفة إلى المسّ بصافي الربح الإجمالي، خاصة الضرائب الحكومية. كلّما كانت الضرائب منخفضة –على فرض أن الأشياء الأخرى متوازنة- كلّما كَبُرَ حجم الأرباح التي يمكن توزيعها كدخل لمستثمري القطاع الخاص. كانت الثورات الضريبية في الأصل حافزًا قويًّا للبرجوازيين لانتزاع سلطة الدولة من الأرستقراطية الإقطاعية في بداية الحقبة الرأسمالية.
في الواقع، فإن جُزءًا كبيرًا من أموال الضرائب يعاد توزيعه أيضًا على المؤسسات الخاصة في شكل عقود حكومية وإعانات مالية، ولذلك فإن الرأسماليين قد يتناقضون فيما بينهم بشأن الضرائب، لأن ما هو تكلفةٌ بالنسة للبعض، هو مصدرُ ربحٍ عند آخرين. لم يحلّل ماركس كل هذا بالتفصيل؛ ولكن مفهوم فائض القيمة سيطبق أساسًا على الضرائب على الدخل الإجمالي (الدخل الشخصي والتجاري من الإنتاج) وعلى تجارة المنتجات والخدمات. على سبيل المثال، نادرًا ما يتضمن العمل في العقارات عنصرًا من عناصر فائض القيمة، رغم أن الربح يمكن أن يكون مكتسبا في نقل العقار.

## القياس
كانت المحاولة الأولى لقياس معدل فائض القيمة في وحدات المال من جانب ماركس نفسه في الفصل التاسع من كتاب رأس المال (Das Kapital)، باستخدام بيانات مصنع الغزل التي قدمها فريدريك إنجلز. في كل من المخطوطات المنشورة وغير المنشورة، يبحث ماركس بالتفصيل المتغيرات التي تؤثر على معدل وحجم فائض القيمة.
يزعم بعض خبراء الاقتصاد الماركسيين أن ماركس تصور أن إمكانية قياس فائض القيمة تعتمد على البيانات المتاحة للعلن. يمكننا وضع مؤشرات إحصائية للميول، دون الخلط الخاطئ بين البيانات والشيء الحقيقي الذي تمثله، أو افتراض «القياسات المثالية أو البيانات المثالية» بطريقة تجريبية.
منذ الدراسات المبكرة لاقتصاديين ماركسيين مثل أوجين فارجا وتشارلز بيتيلهايم وجوزيف جيلمان وأدوارد وولف وشان ماج، بُذلت محاولات عديدة من خبراء الاقتصاد الماركسيين لقياس الميل في فائض القيمة إحصائيًّا باستخدام بيانات الحسابات القومية. لعل المحاولة الحديثة الأكثر إقناعا هي محاولة أنور شيخ وأحمد توناك.
يشتمل هذا النوع من البحوث عادةً على إعادة صياغة مكونات المقاييس الرسمية للناتج الإجمالي والإنفاق الرأسمالي بحيث تعمل على تقريب الفئات الماركسية، من أجل تقدير الميول في النسب التي يرى البعض أنها مهمة في التفسير الماركسي لتراكم رأس المال والنمو الاقتصادي: معدل فائض القيمة، ومعدل الأرباح، ومعدل الزيادة في المخزون الرأسمالي، ومعدل إعادة الاستثمار لفائض القيمة المحققة في الإنتاج.